# Edificio Ciudadela
El Edificio Ciudadela es un conjunto habitacional y de oficinas ubicado sobre la Plaza Independencia, en el barrio Ciudad Vieja, en Montevideo, Uruguay. Es obra del arquitecto Raúl A. Sichero Bouret, el cual fue llevado a cabo en 1958. Si bien su altura es de 90 metros, el proyecto original medía el doble. El piso 23 es un ático de piso entero.

## Descripción
Se ubica en la esquina de la Peatonal Sarandí y Plaza Independencia, enfrente al Palacio Salvo.
Obra de los arquitectos Raúl Sichero y Ernesto Calvo construida en 1958, ocupa importantes dimensiones sobre la Plaza Independencia . 
La estratégica ubicación destinó al edificio a ser concebido como pieza de exhibición. El conjunto se compone de varios volúmenes correctamente articulados, que se apoyan sobre los tres niveles inferiores de destino comercial sobre Juncal, hacia la Plaza Independencia, el Edificio está cubierto de una gran pantalla vidriada de 23 niveles, la cual le otorga un matiz azulado. 
A nivel de calle se ajusta a las normas para la ordenación de la Plaza, con una galería de tres pisos de altura definida por columnas simples de granito rojo.

## Concepto
Los volúmenes superiores se van adecuando con su altura a las diferentes situaciones de las cuatro calles a las que se enfrenta, Sarandi, Juncal, Bacacay y Buenos Aires. Esto constituye uno de los valores señalables de la obra. 
Sobre las Peatonales Sarandí y Bacacay cambia la relación con el entorno, adecuándose a una escala espacial menor y más amigable, con volúmenes más bajos y apoyándose con locales comerciales que contribuyen a fomentar el dinamismo de la zona. La ordenanza gestionó una excepción que definía 45 metros de altura en los cuatro frentes, para adoptar la tipología de placa y basamento, y así respetar el tejido de la Ciudad Vieja con un volumen bajo, y la jerarquía de la plaza con una pantalla de 90 metros.
Si bien se trata de una obra controvertida resulta hoy en el área un edificio emblemático con una fuerte impronta en el lugar de implantación, además se encuentra en muy buen estado de conservación.

## Galería

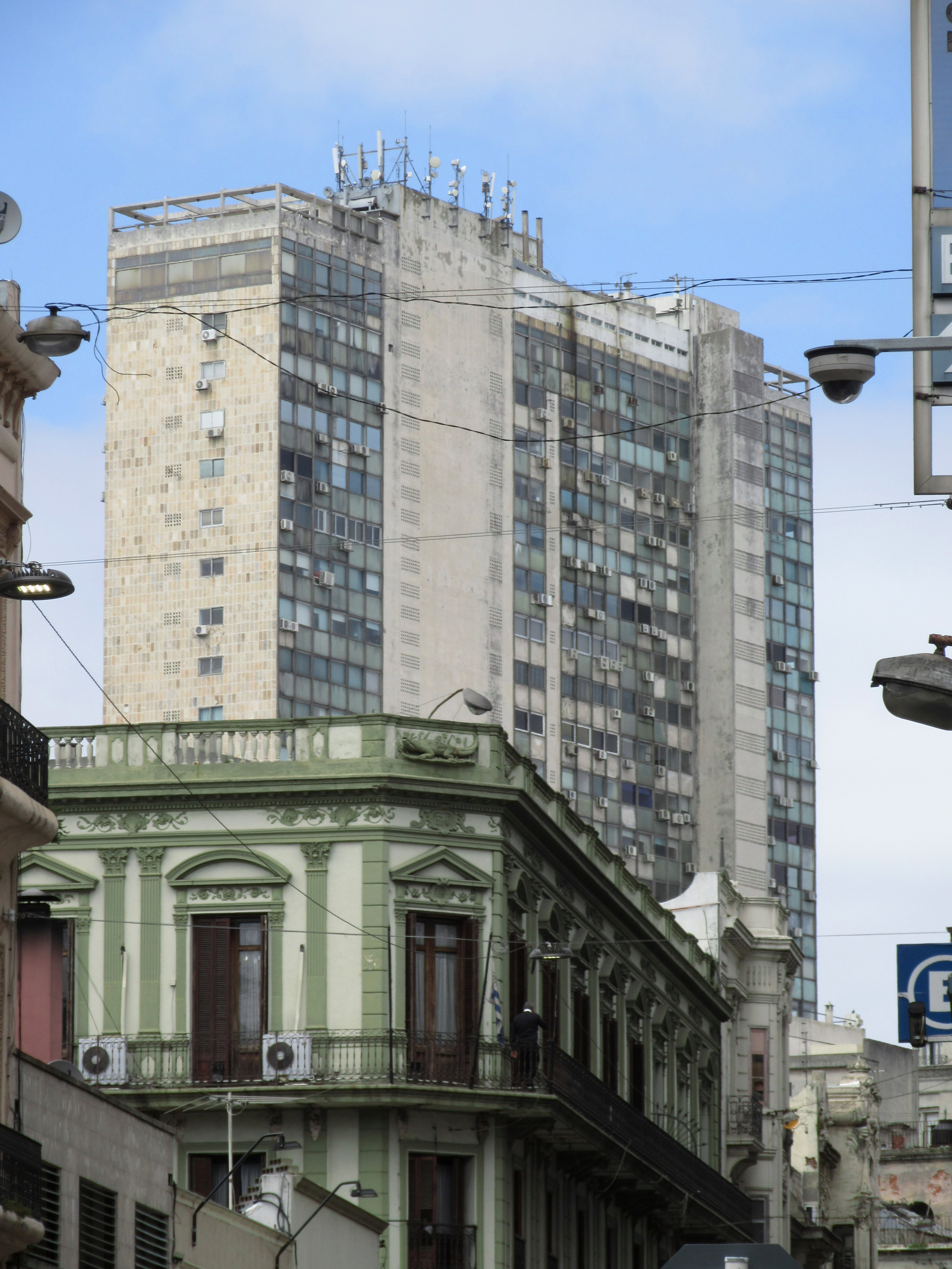
Desde la Ciudad Vieja
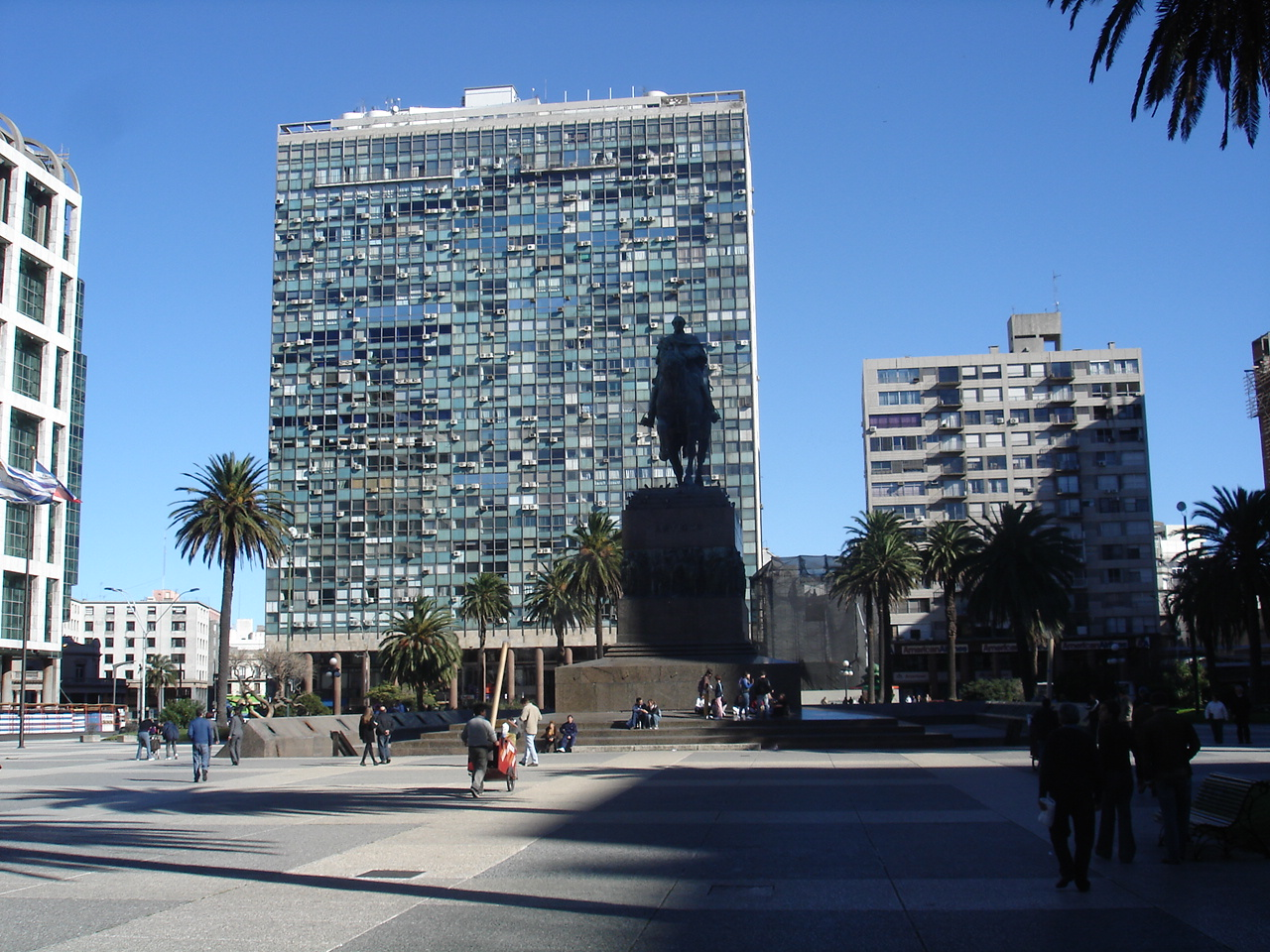
Desde la Plaza Independencia
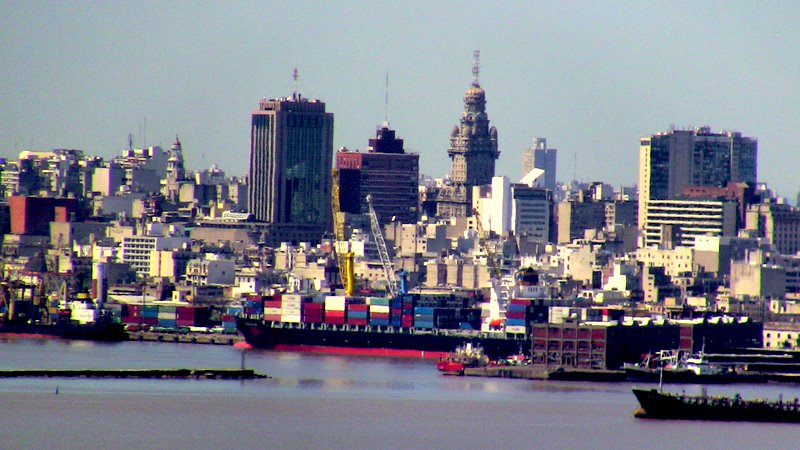
En el skyline de Montevideo